# Benjamin Hederich

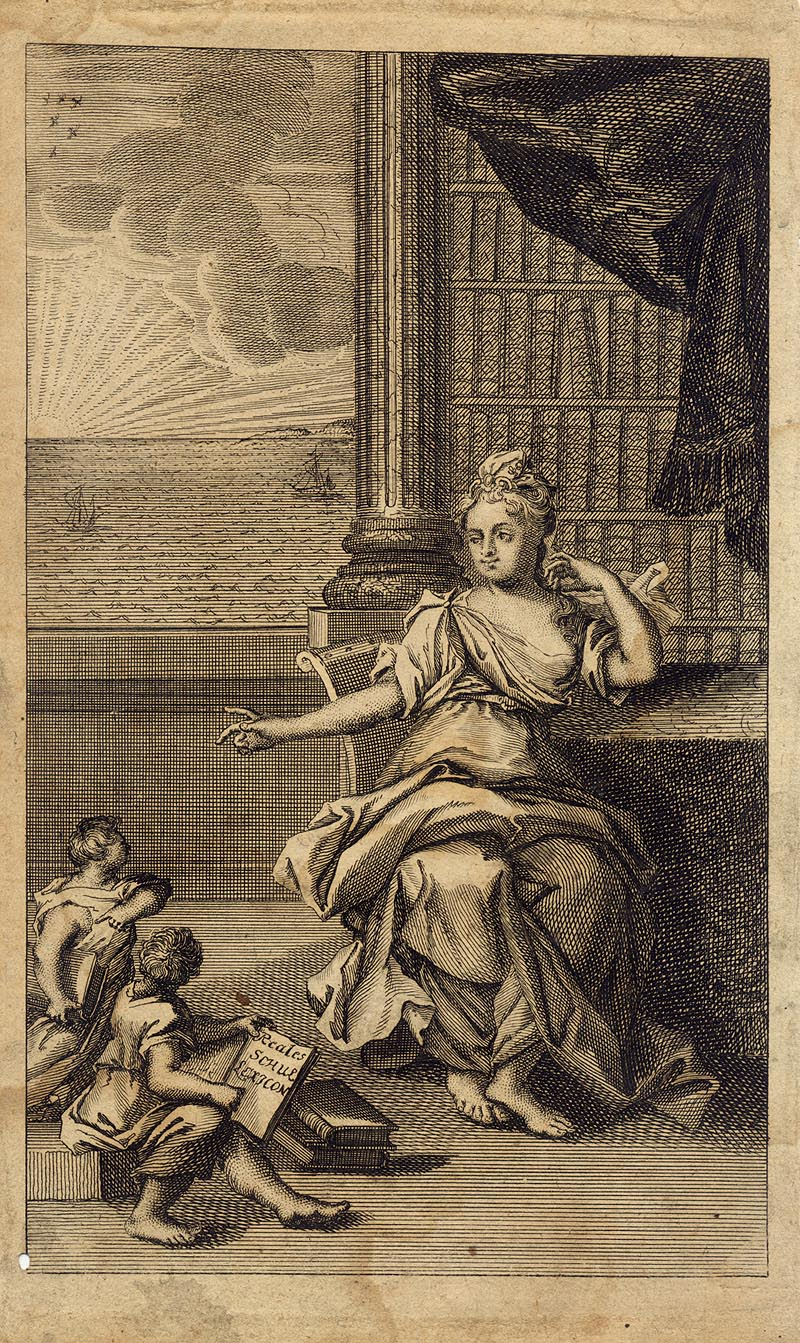
Frontispiz aus Hederichs Reales Schul-Lexicon, Leipzig 1717

Benjamin Hederich (* 12. Dezember 1675 in Geithain; † 18. Juli 1748 in Großenhain) war ein deutscher Lexikon- und Lehrbuchautor.

## Leben
Hederich absolvierte nach dem Besuch der Fürstenschule Grimma ein Studium in Leipzig und Wittenberg. Ab 1702 arbeitete er als Lehrer, zunächst an der Schule von Kloster Berge, später als Rektor in Großenhain. In seiner Freizeit verfasste er Einführungen in zahlreiche Wissenschaften, ferner Wörter- und Lehrbücher des Griechischen und Lateinischen. Seine Anleitung zu den fürnehmsten historischen Wissenschaften umfasst die Gebiete Chronologie, Genealogie, Heraldik, Numismatik und Diplomatik; er stellte damit, ohne diesen Begriff zu verwenden, einen Kanon der Hilfswissenschaften zusammen, der bis heute fast unverändert Bestand hat. 
Hederichs lateinische Wörterbücher wurden 1988 als Mikrofiches reproduziert.
Auch andere Werke Hederichs sind noch als Mikrofiches zu bekommen.

## Wirkung
Das als der „Hederich“ zitierte Gründliche Mythologische Wörterbuch ist noch heute für die Goethe-Forschung von Nutzen, da die erste und die von Johann Joachim Schwabe bearbeitete zweite Auflage sich in Goethes Besitz befand und von ihm stark genutzt wurde. Es wurde auch im Briefwechsel mit Friedrich Schiller lobend erwähnt. Auch Kleist schöpfte aus ihm seine mythologischen Kenntnisse.

## Werkauswahl
- Gründliches mythologisches Lexicon, worinnen so wohl die fabelhafte, als wahrscheinliche und eigentliche Geschichte der alten römischen, griechischen und ägyptischen Götter und Göttinnen und was dahin gehöret, nebst ihren eigentlichen Bildungen bey den Alten, physikalischen und moralischen Deutungen zusammen getragen, und mit einem Anhange dazu dienlicher genealogischer Tabellen versehen worden. Zu besserm Verständnisse der schönen Künste und Wissenschaften nicht nur für Studierende, sondern auch viele Künstler und Liebhaber der alten Kunstwerke, sorgfältig durchgesehen, ansehnlich vermehret und verbessert von Johann Joachim Schwaben. Gleditsch, Leipzig 1770. Nachdruck: Wissenschaftliche Buchgesellschaft, Darmstadt 1996, ISBN 3-534-03489-9. CD-ROM-Ausgabe: Directmedia, Berlin 2006, ISBN 3-89853-535-5.
- Benjamin Hederichs lateinisch-deutsche, deutsch-lateinische und griechisch-lateinische, lateinisch-griechische Wörterbücher. Mit einer Einleitung von Franz Josef Hausmann: Altsprachliche Lexikographie im Zeitalter des Barock. Die Wörterbücher des Benjamin Hederich (1675–1748). Textband mit 66 Mikrofiches. Fischer, Erlangen 1988, ISBN 3-89131-032-3.
- Gründliches Antiqvitäten Lexicon worinne die merckwürdigsten Alterthümer der Jüden, Griechen, Römer, Teutschen und ersten Christen zulänglich beschrieben, und mit ihren Auctoribus bewiesen werden, Leipzig bey Johann Friedrich Gleditsch, 1743. Mikrofiches Nr. 380–396; in Behältnis 11 × 16 × 5 cm ISBN 3-598-40627-4; (Digitalisat)